# Aygün Yıldırım
Aygün Yıldırım (* 4. April 1995 in Ahlen) ist ein deutscher Fußballspieler türkischer Abstammung.

## Werdegang
Der Stürmer Yildirim begann seine Karriere bei DJK Vorwärts Ahlen und wechselte als Elfjähriger zu Rot Weiss Ahlen, dessen Herrenmannschaft gerade aus der 2. Bundesliga abgestiegen war. Dort durchlief er nun alle weiteren Jugendmannschaften. Im Frühjahr 2014 debütierte er in der ersten Herrenmannschaft, die mittlerweile in der fünftklassigen Oberliga Westfalen spielte. Bis Saisonende konnte sich Yildirim – trotz eines Platzverweises mit anschließender Sperre – in der Mannschaft etablieren, kam auf neun Einsätze und zwei Tore und belegte mit seinem Team den neunten Platz. In der Saison 2014/15 trug Yildirim mit zehn Toren bei 28 Einsätzen dazu bei, dass Ahlen als Vizemeister hinter dem TuS Erndtebrück in die Regionalliga West aufstieg. In der Regionalliga gelang Ahlen der Klassenerhalt und Yildirim kam dort auf 33 Einsätze und sechs Tore. Im Sommer 2016 plante Yildirim einen Wechsel in die Süper Lig, die höchste türkische Spielklasse. Als dies scheiterte, spielte er weiterhin für Ahlen. Nachdem die Ahlener am Ende der Saison 2016/17 aus der Regionalliga absteigen mussten – Yildirim erzielte in jener Saison lediglich ein Tor – wechselte der Stürmer zum ehemaligen Ligarivalen SC Wiedenbrück.
Dort erzielte er in der Saison 2017/18 13 Tore, wurde mit seiner Mannschaft Siebter und wechselte trotz eines Angebots aus der Süper Lig ablösefrei zum Drittligisten Sportfreunde Lotte. Dort kam er am 30. Juli 2018 beim torlosen Unentschieden gegen den SV Meppen als Einwechselspieler zu seinem ersten Drittligaeinsatz. Da er in Lotte nur wenig Einsatzzeiten bekam, wurde er für die Rückrunde der Saison 2018/19 an den Regionalligisten SC Verl ausgeliehen. Im Sommer 2019 wurde er von Verl fest verpflichtet. Für die Saison 2021/22 nahm ihn der Zweitligist SSV Jahn Regensburg unter Vertrag.
Im Sommer 2023 wechselte er zu Arminia Bielefeld. Mit der Arminia gewann er den Westfalenpokal 2023/24 durch einen 3:1-Sieg über den SC Verl. Im November 2024 wurde der Vertrag im beiderseitigen Einvernehmen aufgelöst.

## Erfolge
- Westfalenpokalsieger: 2024